# 24 Wochen
24 Wochen is een Duitse film uit 2016 onder regie van Anne Zohra Berrached. De film ging op 14 februari in première op het Internationaal filmfestival van Berlijn.

## Verhaal
Astrid is een succesvol cabaretière en haar man Markus is haar manager. Ze hebben een negenjarige dochter en Astrid is opnieuw in verwachting. Astrid en Markus vernemen dat hun ongeboren dochter het syndroom van Down heeft en bovendien kampt met een hartprobleem. Ze komen nu voor het dilemma te staan om een late abortus uit te voeren of een onzekere toekomst tegemoet te gaan. Astrid komt tot het besef dat zij alleen deze beslissing moet nemen.

## Rolverdeling
| Acteur           | Personage |
| ---------------- | --------- |
| Julia Jentsch    | Astrid    |
| Bjarne Mädel     | Markus    |
| Johanna Gastdorf | Beate     |
| Emilia Pieske    | Nele      |
| Maria Dragus     | Kati      |